# Economía de Mongolia
La economía de Mongolia tradicionalmente se ha basado en la agricultura y la ganadería. Mongolia también tiene extensos depósitos minerales: cobre, carbón, molibdeno, estaño, tungsteno y oro representan una gran parte de la producción industrial. Recientemente, la economía de Mongolia ha crecido a un ritmo acelerado debido al aumento de la minería y Mongolia alcanzó una tasa de crecimiento del PIB del 11,7 % en 2013.

## Historia de la economía

### Previo al estado soviético
El Genghis Khan autorizó el uso de papel moneda poco antes de su muerte en 1227. El mismo estaba respaldado por metales preciosos y seda. Los mongoles utilizaban lingotes de plata chinos como una moneda unificada para las cuentas públicas, mientras que circulaba papel moneda en China y monedas en las zonas occidentales del imperio tales como la Horda de Oro y el Kanato de Chagatai. Bajo el gobierno de Ögedei Khan el gobierno emitió papel moneda respaldado por reservas de seda y fundó un departamento responsable de destruir los billetes antiguos. En 1253, Möngke creó un Departamento de Asuntos Monetarios para controlar la emisión de papel moneda para eliminar la emisión de moneda por parte de los nobles mongoles y no mongoles la que se remontaba al reinado del Gran Khan Ögedei. Con su autoridad fijó una unidad de medida basada en el sukhe o lingote de plata, sin embargo, los mongoles permitieron que los extranjeros acuñaran monedas de las denominaciones y usando los pesos que utilizaban tradicionalmente. Durante los reinados de Ögedei, Güyük y Möngke, la existencia de monedas mongolas aumentó con acuñación de monedas de oro y plata en Asia Central y de cobre y plata en el Caucaso, Irán y el sur de Rusia.
La dinastía Yuan bajo Kublai Khan emitió papel moneda respaldado por plata y recibos de banco suplementados con efectivo y cobre. Marco Polo relató que la moneda estaba fabricada con corteza de mora. La estandarización del papel moneda le permitió a la corte Yuan monetizar los impuestos y reducir los costos de transporte de los impuestos mediante bienes como fijaba la política de Möngke Khan. Pero las naciones forestales de Siberia y Manchuria continuaron pagando a los mongoles sus impuestos con bienes o suministros. El chao se utilizó solo durante la dinastía Yuan, y aún Ilkhan Rinchindorj Gaykhatu, que en otras cosas apoyaba el liderazgo Yuan, no adoptó el experimento monetario en sus dominios en el Medio Oriente en 1294, como en cambio sí hicieron los khanatos de la Horda Dorada y el Khanato de Chagatai, el Ilkhanate acuñó sus propias monedas de oro, plata y cobre. Las reformas fiscales de Ghazan permitieron la inauguración de una moneda unificada bimetálica en el Ilkhanate. Chagatai Khan Kebek renovó las monedas respaldadas por reservas de plata y creó un sistema monetario unificado en sus dominios.

### Transición a una economía de mercado
El cambio de la economía centralizada y dependiente de la Unión Soviética a la economía de mercado fue traumática. Entre 1990 y 1993, Mongolia sufrió una inflación de tres dígitos, aumento del desempleo, escasez de productos básicos y racionamiento de alimentos. Durante ese período, la producción económica se contrajo en un tercio. A medida que se afianzaban las reformas de mercado y la empresa privada, el crecimiento económico comenzó de nuevo en 1994-1995. Desafortunadamente, dado que este crecimiento fue impulsado en parte por la asignación excesiva de crédito bancario, especialmente a las restantes empresas estatales, el crecimiento económico estuvo acompañado por un severo debilitamiento del sector bancario. El PIB creció alrededor del 6 % en 1995, gracias en gran parte al auge de los precios del cobre. El crecimiento económico real promedio se estabilizó a alrededor del 3,5 % en 1996–99 debido a la crisis financiera asiática, la crisis financiera rusa de 1998 y el empeoramiento de los precios de las materias primas, especialmente el cobre y el oro.
El crecimiento del PIB de Mongolia cayó del 3,2 % en 1999 al 1,3 % en 2000. La disminución puede atribuirse a la pérdida de 2,4 millones de cabezas de ganado por el mal tiempo y los desastres naturales en 2000. Desde las perspectivas de desarrollo fuera de la dependencia tradicional de los nómadas , la agricultura basada en la ganadería se ve limitada por la ubicación sin salida al mar de Mongolia y la falta de infraestructura básica. En el 2003, las empresas privadas ya representaban el 70 % del PIB de Mongolia y el 80 % de las exportaciones.
Hasta hace poco, ha habido muy pocas restricciones a las inversiones extranjeras durante la mayor parte del período postsocialista de Mongolia. En consecuencia, la contribución de la industria minera a la inversión extranjera directa aumentó a casi un 25 % en 1999 desde cero en 1990.

### Crisis económica
La dependencia de Mongolia del comercio con China significó que la crisis financiera mundial golpeara duramente, atrofiando severamente el crecimiento de su economía. Con la fuerte caída en los precios de los metales, especialmente el cobre (un 65 % menos desde julio de 2008 hasta febrero de 2009), las exportaciones de sus materias primas se marchitaron y en 2009 el MSE Top-20 del mercado de valores registró un mínimo histórico desde su dramática caída con un repunte a mediados de 2007. Justo cuando la economía comenzaba a recuperarse, Mongolia se vio afectada por un Zud durante el período invernal de 2009-10, lo que provocó la muerte de mucho ganado y, por lo tanto, afectó gravemente la producción de cachemira, que representa otro 7 % de los ingresos de exportación del país.
Según estimaciones del Banco Mundial y el Fondo Monetario Internacional, el crecimiento real del PIB se redujo del 8 % al 2,7 % en 2009, y las exportaciones se contrajeron un 26 %, de 2500 millones de dólares a 1900 millones de dólares, antes de un aumento prometedor y constante hasta 2008. Debido a esto, se proyectó que entre 20 000 y 40 000 mongoles menos (0,7 % y 1,4 % de la población respectivamente) salieron de la pobreza de lo que hubiera sido sin la crisis financiera mundial.

### Situación actual en elsigloXXI
Sin embargo, a fines de 2009 y principios de 2010, el mercado ha comenzado a recuperarse nuevamente. Habiendo identificado y aprendido de sus inestabilidades económicas anteriores, la reforma legislativa y una política fiscal. En febrero de 2010 se registraron activos en el exterior por USD 1 569 449 millones. Se están formando nuevos acuerdos comerciales y los inversores extranjeros vigilan de cerca al "lobo asiático".
La minería es la principal actividad industrial de Mongolia y representa el 30 % de toda la industria mongola. Otra industria importante es la producción de cachemira. Mongolia es el segundo mayor productor mundial de cachemira, y la empresa principal, Gobi Cashmere, representa el 21 % de la producción mundial de cachemira en 2006.

## Problemas actuales
Como resultado de la rápida urbanización y las políticas de crecimiento industrial bajo el régimen comunista, el deterioro del medio ambiente se ha convertido en una de las principales preocupaciones. La quema de carbón junto con los miles de fábricas en Ulán Bator han tenido como resultado una severa polución del aire. La deforestación, el exceso de pastos y los esfuerzos para incrementar la producción de cereales y heno mediante el arado de más tierra virgen, ha incrementado la erosión del suelo, producto también del viento y la lluvia.